# Матуговка
Матуговка — река в России, протекает в Некрасовском и Ярославском районах Ярославской области; левый приток реки Кисма.
Сельские населённые пункты около реки: Некрасовский район — Троицкое, Санниково; Ярославский район — Анискино, Палутино, Софряково (напротив устья).